# Gardu (Kiarapedes)
Gardu is een bestuurslaag in het regentschap Purwakarta van de provincie West-Java, Indonesië. Gardu telt 1884 inwoners (volkstelling 2010).